# Chasmatopterus canosus
Chasmatopterus canosus är en skalbaggsart som beskrevs av Baguena 1955. Chasmatopterus canosus ingår i släktet Chasmatopterus och familjen Melolonthidae. Inga underarter finns listade i Catalogue of Life.